# لمويل ألان ويلموت
لمويل ألان ويلموت هو سياسي كندي، ولد في 31 يناير 1809 في نيو برونزويك في كندا، وتوفي في 20 مايو 1878 في فريدريكتون في كندا. نشط حزبياً في Reform movement (pre-Confederation Canada) ‏. وقد انتخب Lieutenant Governor of New Brunswick ‏.